# Universal Television
Universal Television, abreviada como UTV, é uma produtora de televisão estadunidense e opera como unidade do Universal Studio Group, divisão da NBCUniversal, que, por sua vez, é uma subsidiária integral da Comcast. 
Funcionando como o braço de produção televisiva da NBC, a Universal Television desempenha um papel crucial na criação e desenvolvimento de uma parte significativa dos programas transmitidos pela rede. A empresa tem raízes históricas, operando sob diversas designações ao longo do tempo, como Revue Studios, Universal Pictures Television Department, Universal-International Television, Studios USA Television, Universal Studios Network Programming, Universal Network Television, Universal Domestic Television, NBC Universal Television Studio e Universal Media Studios. 
Reinstituída em 2004, a Universal Television, conhecida anteriormente como NBC Universal Television Studio e Universal Media Studios, é a sucessora direta tanto da NBC Studios quanto da Universal Television original.

## Antecedentes

### Revue Studios
A Revue Productions, posteriormente conhecida como Revue Studios, teve seu início em 1943, quando foi fundada pela MCA Inc. com o propósito de produzir programas de rádio ao vivo. Durante a Segunda Guerra Mundial, a Revue também se destacou na produção de eventos ao vivo, como o Stage Door Canteen, dedicado às Forças Armadas dos Estados Unidos. Sua incursão no universo da televisão ocorreu em 1950, quando a MCA relançou a Revue como sua subsidiária de produção televisiva.
A parceria entre a NBC e a Revue teve início em 6 de setembro de 1950 com a transmissão televisiva do programa Armour Theatre, adaptado do programa de rádio Stars Over Hollywood. A MCA expandiu sua presença ao adquirir os estúdios da Universal em 1958, rebatizando-os como Revue Studios. Após a fusão com a Decca Records, que, na época, era proprietária da Universal Pictures, o nome do estúdio foi novamente alterado para Universal. Em um movimento significativo em 1963, a MCA unificou os setores de cinema e televisão da Universal Pictures e da Revue Studios, dando origem à Universal City Studios. Nesse contexto, a Revue foi oficialmente renomeada Universal Television.

### NBC Studios

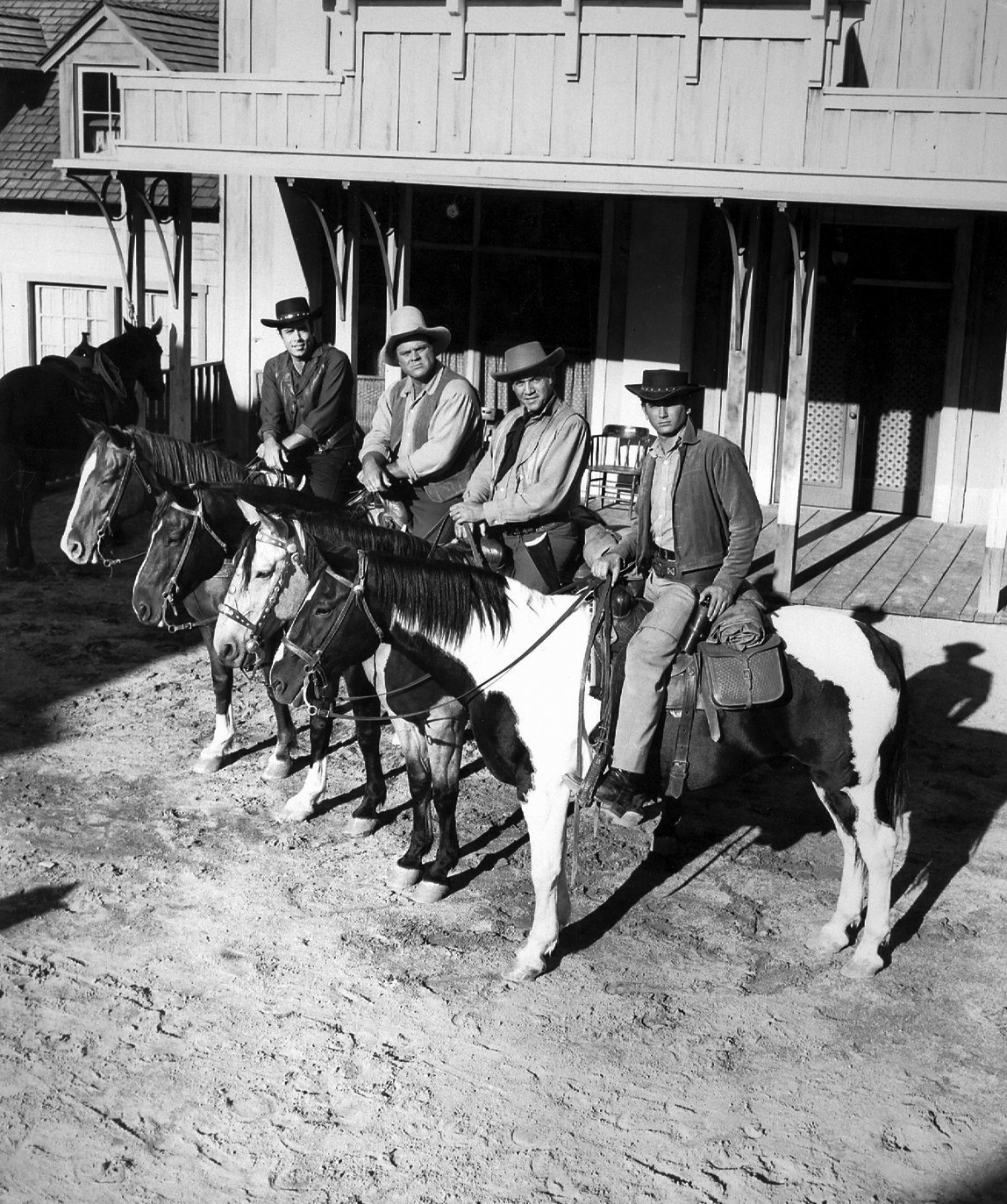
Foto do elenco principal da série Bonanza, produzida pela NBC. Da esquerda para a direita: Pernell Roberts (Adam), Dan Blocker (Hoss), Lorne Greene (Ben), Michael Landon (Little Joe).

A NBC como rede de televisão foi fundada em 1947 pela RCA, então empresa-mãe da rede de rádio homônima. Em 1955, a NBC adquiriu a produtora Kagran Corporation, e até 1956, alterou seu nome para California National Productions. Em 1961, a California National mudou seu nome para NBC Films e, em 1963, lançou a NBC Productions para continuar a produção de sua série existente, Bonanza, e desenvolver novos projetos para a rede. Em 1993, a NBC Productions foi incorporada à divisão de entretenimento da NBC. Em 1996, a empresa foi renomeada NBC Studios. Em 2004, a NBC Studios foi fundida com a Universal Network Television para formar a NBC Universal Television Studio.

### Universal Television (original)
A Universal Television, em sua primeira encarnação, foi reestruturada a partir da Revue Productions em 1964. Esse movimento ocorreu dois anos após a MCA Inc. adquirir a Universal Pictures e sua empresa-mãe na época, a Decca Records. Em 1996, a MCA passou por uma reconfiguração, transformando-se na Universal Studios. Durante esse mesmo período, a Universal foi comprada pela Seagram, e posteriormente expandiu seu alcance ao adquirir a Multimedia Entertainment e a USA Network.

### MCA Television Entertainment
Nas décadas de 1970 e 1980, a MCA TV, a divisão de sindicação, mantinha uma unidade de produção responsável por programas como Probe, exibido na ABC. Em 1989, surgiu a MCA Television Entertainment (MTE) como uma subdivisão dedicada a telefilmes e programação de televisão a cabo da Universal Television. Em 1996, passou por uma mudança de nome para Universal Television Entertainment (ou UTE), alinhando-se ao reposicionamento da MCA como Universal Studios. Em seguida, em 1998, foi renomeada para Studios USA Pictures. Além disso, a marca MCA Television Entertainment servia como uma designação coletiva para as unidades de propriedade e operação da MCA, absorvendo a Universal Family Entertainment e a Universal Cartoon Studios em 1996.

### Studios USA
A USA Networks Inc. foi estabelecida por Barry Diller quando ele adquiriu os principais ativos de televisão da Universal em outubro de 1997. Esses ativos incluíam os canais a cabo USA Network e Sci-Fi Channel, bem como séries populares como Law & Order. Além disso, a empresa detinha a HSN, o Ticketmaster Group e diversas emissoras locais de TV. A unidade de produção e distribuição televisiva da Universal foi renomeada para Studios USA. A Universal manteve uma participação de 50% na Brillstein-Grey Entertainment, os canais internacionais da PolyGram e os direitos sobre seu acervo de TV, ao mesmo tempo em que assinava um acordo de distribuição de longo prazo com a Studios USA. A Universal adquiriu uma participação de 45% na USA Networks Inc. Em 2001, a Vivendi comprou os ativos de entretenimento da USA por cerca de US$ 10,3 bilhões. Nesse acordo, Barry Diller assumiu a posição de presidente da Vivendi Universal Entertainment. Pouco depois, em 2002, a USA Networks Inc. fundiu-se com a Universal Studios Network Television, originando a Universal Network Television.

### PolyGram Television/Universal Network Television

Em 1997, a PolyGram não apenas estabeleceu sua unidade de sindicação, mas também criou uma unidade de produção televisiva dedicada a telefilmes e telesséries. Esse movimento resultou no reposicionamento da antiga divisão de televisão da ITC Entertainment, sediada no Reino Unido e pertencente à PolyGram. Bob Sanitsky liderou essa divisão, supervisionando as operações combinadas de sindicação e produção.
No início de 1999, pouco após a conclusão da aquisição da PolyGram pela Seagram e Universal, a PolyGram TV foi integrada à divisão de TV da Universal, que também abrangia as operações internacionais de TV da Universal. A Universal vendeu a biblioteca de filmes e TV da ITC para a Carlton Communications e a biblioteca de filmes anteriores a 1996 para a Metro-Goldwyn-Mayer. A PolyGram Television foi retida pela Universal, excluindo Bob Sanitsky da unidade. Entretanto, a Universal lançou a Universal Studios Network Programming para assumir as produções da Brillstein-Grey.
Em junho de 2002, a Universal Studios Network Television foi fundida com a Studios USA Network Television na mesma época.

## História

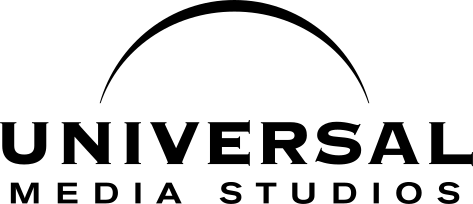
Logotipo do Universal Media Studios

A NBC Universal Television Studios foi criada em 2004 pela fusão da NBC Studios e da Universal Network Television, resultante da fusão da NBC e da Universal Studios. Em 14 de junho de 2007, passou a ser chamada de Universal Media Studios (UMS) e, além da produção televisiva tradicional, também começou a desenvolver conteúdo de entretenimento para a internet.
Em 21 de julho de 2009, a Universal Cable Productions foi separada da UMS e integrada à divisão NBCUniversal Cable Entertainment Group. Em 14 de setembro de 2011, a Universal Media Studios foi renomeada como Universal Television. Posteriormente, em outubro de 2019, a Universal Television foi transferida da NBC Entertainment para a NBCUniversal Content Studios.